# Hans-Josef Koggel
Hans-Josef Koggel (* 30. Juli 1937 in Kobern) ist ein ehemaliger deutscher Politiker (CDU).

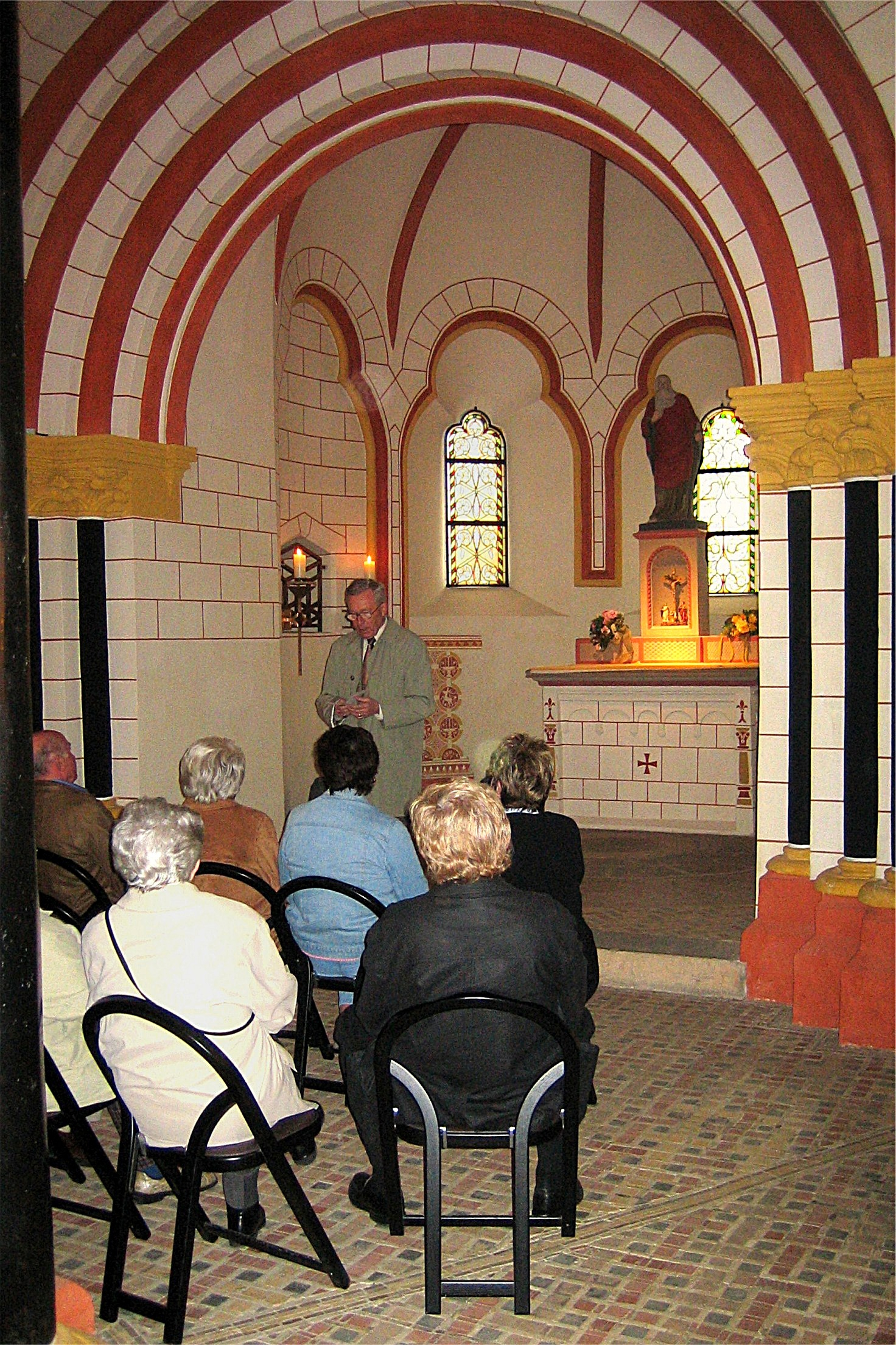
Besuchergruppe mit Hans-Josef Koggel 2005 in der Matthiaskapelle

## Leben
Koggel besuchte die Volksschule und Handelsschule. 1953 begann er eine kaufmännische Lehre, die er 1956 mit der Kaufmannsgehilfenprüfung abschloss. 1956/57 und 1959/60 arbeitete er als Buchhalter, unterbrochen durch die Wehrpflicht 1958. 1960 bis 1973 war er Leiter des Rechnungswesens und 1973 bis 1991 Verwaltungsdirektor der Geschwister de Haye'schen Stiftung in Koblenz.

## Politik
1957 trat er der Jungen Union und CDU bei. Von 1960 bis 1970 war er Vorsitzender des Junge-Union-Ortsverbands und 1960 bis 1963 Kreisvorsitzender der Jungen Union. Von 1972 bis 1982 war er Vorsitzender des CDU-Ortsverbands. 1982 bis 1994 war er Vorsitzender des CDU-Gemeindeverbands und 1990 bis 1994 Vorsitzender des CDU-Kreisverbands Mayen-Koblenz. Von 1977 bis 1989 war er Kreisvorsitzender der Kommunalpolitischen Vereinigung, 1982 bis 1992 Mitglied des Landesvorstands der Kommunalpolitischen Vereinigung und 1982 bis 1992 stellvertretender Bezirksvorsitzender der Kommunalpolitischen Vereinigung, Bezirk Koblenz-Montabaur.
Ab 1964 gehörte er dem Gemeinderat an und war dort von 1974 bis 1981 Fraktionsvorsitzender, 1981 bis 1986 und 1994 bis 1999 Ortsbürgermeister. Von 1974 bis 1981 war er Mitglied des Verbandsgemeinderats und von 1979 bis 1981 Erster Beigeordneter der Verbandsgemeinde. Zwischen 1986 und 1991 war er ehrenamtlicher Kreisdeputierter des Landkreises Mayen-Koblenz und 1991 bis 2002 hauptamtlicher Beigeordneter des Landkreises Mayen-Koblenz. Von 1989 bis 1991 gehörte er dem Kreistag Mayen-Koblenz an.
1983 wurde er in den zehnten Landtag Rheinland-Pfalz gewählt, dem er eine Wahlperiode lang bis 1987 angehörte. Im Landtag war er Mitglied im Ausschuss für Soziales und Gesundheit, Petitionsausschuss und der Strafvollzugskommission.
Daneben war er in einer Vielzahl von Vereinen und Verbänden aktiv. So war er Vorstandsvorsitzender der Raiffeisenbank Untermosel, Aufsichtsratsvorsitzender der Kultur- und Freizeitanlagenfördergesellschaft mbH Kobern-Gondorf, 1985 bis 1997 Vizepräsident des Freundschaftskreises Rheinland-Pfalz/Burgund, 1989 Gründer und Brudermeister der St.-Matthias-Bruderschaft Kobern-Gondorf, 1994 Mitbegründer der Deutschen Komturei des Ordens vom Roten Löwen von belgisch-niederländisch Limburg und des Heiligen Sebastian, 1999 Gründungspräsident der Kunstakademie Rheinland und seit 2003 Ehrenpräsident, 2002 bis 2005 stellvertretender Landesvorsitzender des Landesverbands der Musikschulen in Rheinland-Pfalz, 2006 Vorstandsmitglied der Vereinigung ehemaliger Abgeordneter des Landtags, Mitglied im Landesvorstand der DLRG und des Hauptausschusses des Sportbunds Rheinland, Gründung und Stifter der Stiftung zur Heimat-, Kultur-, Landschafts- und Denkmalpflege in Kobern-Gondorf und Vorsitzender des Stiftungsrats.
Als eine wesentliche Aufgabe der am 25. Januar 1989 unter maßgeblicher Mitwirkung von Hans-Josef Koggel gegründeten St.-Matthias-Bruderschaft ist die Pflege und Erhaltung der Matthiaskapelle auf der Oberburg in Kobern-Gondorf, auch über die große Sanierung von 1985 bis 1998 hinaus. Interessierten Besuchern zeigte Koggel als einer der Gründer und langjähriger Brudermeister die wahrscheinlich in der ersten Hälfte des 13. Jahrhunderts erbaute Kapelle, berichtete über ihre Geschichte, über ihren Schutzheiligen und über die schwierigen Baumaßnahmen, um sie vor dem Verfall zu bewahren.

## Auszeichnungen
- Ehrenkreuz der Bundeswehr in Gold (1999)
- Ehrennadel mit Wappenteller des Landkreises Mayen-Koblenz (2002)
- Freiherr-vom-Stein-Plakette (2004)
- Kulturpreis "Burgener Rebstock" der Moselgemeinde Burgen (2005)
- Bundesverdienstkreuz Erster Klasse (2010).